# 33-я церемония «Грэмми»
33-я церемония вручения премий «Грэмми» состоялась 20 февраля 1991 года в Radio City Music Hall, Нью-Йорк. Продюсер и композитор Куинси Джонс стал триумфатором церемонии, получив 6 наград. Фил Коллинз получил 8 номинаций и выиграл в категории Запись года за песню «Another Day in Paradise».

## Основная категория
- Запись года
  - Хью Пэдхем (продюсер) и Фил Коллинз за «Another Day in Paradise»
- Альбом года
  - Куинси Джонс (продюсер) за альбом «Back on the Block»
- Песня года
  - Julie Gold (автор) за песню «From a Distance» в исполнении Бетт Мидлер
- Лучший новый исполнитель
  - Мэрайя Кэри

## Классическая музыка

### Лучший классический альбом
- Hans Weber (продюсер), Leonard Bernstein (дирижёр) & the New York Philharmonic за альбом Ives: Sym. No. 2; Gong on the Hook and Ladder; Central Park in the Dark; The Unanswered Question

## Поп

### Лучшее женское вокальное поп-исполнение
- Мэрайя Кэри — «Vision of Love»

### Лучшее мужское вокальное поп-исполнение
- Рой Орбисон — «Oh Pretty Woman»

## R&B

### Лучшее женское вокальное R&B-исполнение
- Анита Бейкер — «Compositions»

### Лучшее мужское вокальное R&B-исполнение
- Лютер Вандросс — «Here and Now»

## Рок

### Лучшее женское вокальное рок-исполнение
- Аланна Майлз — «Black Velvet»

### Лучшее мужское вокальное рок-исполнение
- Эрик Клэптон — «Bad Love»

### Лучшее вокальное рок-исполнение дуэтом или группой
- Aerosmith — «Janie's Got a Gun»

### Лучшее хард-рок-исполнение
- Living Colour — «Time's Up»

### Лучшее метал-исполнение
- Metallica — «Stone Cold Crazy»

## Джаз

### Лучшее мужское джаз-исполнение
- Harry Connick Jr. — «We Are in Love»

## Музыкальное Видео

### Лучшее короткое музыкальное видео
- Sharon Oreck (продюсер), Candice Reckinger, Michael Patterson (режиссёры) & Paula Abdul — «Opposites Attract»
  - Среди номинантов была Sinéad O'Connor — «Nothing Compares 2 U»

## Составление и аранжировка
- Best Instrumental Composition
  - Pat Metheny (композитор) за «Change of Heart» в исполнении Roy Haynes, Dave Holland & Pat Metheny
- Best Song Written Specifically for a Motion Picture or Television
  - Alan Menken (композитор) & Howard Ashman (текст) за «Under the Sea» в исполнении разных артистов
- Best Instrumental Composition Written for a Motion Picture or for Television
  - James Horner (композитор) за Glory в исполнении James Horner & the Boys Choir of Harlem
- Best Arrangement on an Instrumental
  - Jerry Hey, Quincy Jones, Ian Prince & Rod Temperton (аранжировка) за «Birdland» в исполнении Quincy Jones
- Best Instrumental Arrangement Accompanying Vocal(s)
  - Glen Ballard, Jerry Hey, Quincy Jones & Clif Magness (аранжировка) за «The Places You Find Love» в исполнении Siedah Garrett & Chaka Khan

## Персона года «MusiCares»
- David Crosby